# Barbastella leucomelas
Barbastella leucomelas es una especie de murciélago de la familia Vespertilionidae.

## Distribución geográfica
Se encuentra en Asia, en poblaciones aisladas en Egipto, Eritrea y Israel.